# 비두다바
비두다바(팔리어: विडूडभ 비두다바, 산스크리트어: विरूढक 비루다카)는 석가모니 시대 당시 코살라의 왕이다.

## 생애

### 어린 시절
그는 코살라의 왕 파세나디와 샤카족의 족장 마하나마와 노예 소녀 나가문다의 딸인 바사바카티야 사이에서 태어났다. 그는 잘생기고 건강한 청년으로 자랐다. 그는 할아버지인 마하나마와 할머니인 나가문다에 대해 궁금했지만, 그의 어머니 바사바카티야는 그가 그들을 방문하는 것을 계속 막았습니다. 그러나, 어느 날, 마침내 그녀는 그의 부탁을 마지 못해 들어주었다. 샤카 공화국에서, 그는 기대했던 것처럼 따뜻한 환영을 받지 못했고(그는 노예 소녀의 아들이었다), 그의 어머니의 진짜 정체에 대해 알았을 때 기분이 상했다.

### 권력 장악
파세나디의 치세 동안, 탁샤실라에서 교육을 받았던 반둘라라는 이름의 말라인은 말라족과 코살라 사이의 좋은 관계를 유지하기 위해 코살라 왕 휘하에서 장군으로 복무했다. 나중에, 반둘라는 그의 아내 말리카와 함께 리차비족의 아브히세카-포카라니 전차를 침범했고, 이것은 코살라와 리차비족 사이의 무력적인 적대감을 낳았다. 반둘라는 나중에 파세나디에 의해 배신당하며 그의 아들들과 함께 살해되었다. 이에 대한 복수로 일부 말라족들은 반둘라의 죽음에 복수하기 위해 파세나디의 아들 비두다바가 코살라의 왕위를 찬탈하는 것을 도왔고, 그 후 파세나디는 코살라에서 도망친 후 마가다의 수도인 라자그리하의 문 앞에서 사망했다.

### 치세
그의 치세 도중 어느 시점에 비두다바는 이미 코살라의 봉신국이었던 칼라마 공화국을 완전히 합병했다. 그가 죽은 뒤 칼라마족이 부처의 사리를 나눠달라고 요청하지 않은 것은 그때까지 그들이 독립성을 잃었기 때문일 것이다.
비두다바는 한때 코살라의 일부였던 샤카 공화국과 콜리야 공화국을 침공하여 그들의 영토를 정복하려 했다. 양측 모두 막대한 인명 피해를 입은 긴 전쟁 끝에 비두다바는 마침내 사캬와 콜리야에게 승리하고 그들의 국가를 합병했다. 이 전쟁의 세부 사항은 후대의 불교 기록에 의해 과장되었는데, 비두다바의 침공은 비두다바의 어머니가 된 노예 소녀를 아버지에게 시집보낸 것에 대한 보복 때문이라고 주장했다. 실제로는 비두다바의 샤카 침공이 마가다 국왕 아자타샤트루가 밧지 공주의 아들이었고, 따라서 어머니의 고향 땅에 관심이 있었기 때문에 밧지 동맹을 정복한 것과 비슷한 동기를 지녔을 가능성이 있다. 코살라의 침공 결과는 사카족과 콜리야족이 비두다바의 왕국에 합병된 후 정치적 중요성을 잃었을 뿐이다. 그럼에도 불구하고 샤카족은 합병 후 곧 코살라의 인구로 흡수되어 소수의 실향민 가족만이 사카 정체성을 유지했다. 마찬가지로 콜리야족도 합병 후 곧 정체성을 상실했다.
샤카족을 정복하는 동안 코살라가 입은 막대한 인명 손실로 인해 코살라는 곧 동쪽 이웃인 마가다에 합병되었고 비두다바는 아자타샤트루에게 패배하며 살해당했다.

## 참고 문헌
- Sastri, K. A. Nilakanta, 편집. (1988) [1967], 《Age of the Nandas and Mauryas》 Seco판, Delhi: Motilal Banarsidass, ISBN 81-208-0465-1
- Sen, Sailendra Nath (1999) [1988], 《Ancient Indian History and Civilization》 Seco판, New Age International Publishers, ISBN 81-224-1198-3
- Sharma, J. P. (1968). 《Republics in Ancient India, C. 1500 B.C.-500 B.C.》. Leiden, Netherlands: E. J. Brill. 179-180쪽. ISBN 978-9-004-02015-3.
- Basham, A. L.  The Wonder That was India.  New York: Hawthorn Books, 1963.